# Буонђорно (Напуљ)
Буонђорно је насеље у Италији у округу Напуљ, региону Кампанија.
Према процени из 2011. у насељу је живело 75 становника. Насеље се налази на надморској висини од 52 м.